# Andy Greenberg
Pour les articles homonymes, voir Greenberg.
Andy Greenberg est un journaliste spécialisé dans les technologies qui travaille comme rédacteur principal pour le magazine Wired. Il a auparavant travaillé comme rédacteur pour le magazine Forbes et comme contributeur pour forbes.com. Il a publié le livre This Machine Kills Secrets, sur les lanceurs d'alerte, et Sandworm, sur le groupe de pirates informatiques Sandworm (en).

## Récompenses
L'article d'Andy Greenberg de juillet 2015 sur le piratage d'une voiture  Jeep par Charlie Miller et Chris Valasek (en) a entraîné le rappel de 1,4 million de véhicules par Chrysler,. Le jour de la publication de l'article, un projet de loi a été présenté au Sénat américain visant à établir des normes pour protéger les voitures contre les piratages numériques.
Son livre This Machine Kills Secrets, publié en 2012 a été recommandé par la rédaction du New York Times. Le livre figure dans le documentaire Deep Web de 2015, sur le procès de Ross Ulbricht.
En 2014, Andy Greenberg a été nommé avec Ryan Mac pour un Gerald Loeb Award (en) (Prix Gerald Loeb pour l'excellence en journalisme économique et financier) pour leur article du magazine Forbes, "Big Brother's Brain",. La même année, il a été nommé parmi les lauréats du prix du meilleur journaliste en cybersécurité par le SANS Institute. En 2013, son article de forbes.com "Meet The Hackers Who Sell Spies The Tools To Crack Your PC - And Get Paid Six-Figure Fees" (Rencontrez les pirates qui vendent aux espions les outils pour craquer votre PC - et se font payer un montant à six chiffres) a remporté le prix "The Single Best Blog Post of the Year" (Le meilleur article de blogue de l'année) du Security Bloggers Network.
En 2019, il a reçu le Gerald Loeb Award (en) du meilleur reportage international pour l'article "The Code that Crashed the World : The Untold Story of NotPetya, the Most Devastating Cyberattack in History" (Le code qui a écrasé le monde : l'histoire inédite de NotPetya, la cyberattaque la plus dévastatrice de l'histoire).
Dans son livre Sandworm, publié en 2019, il décrit comment des détectives numériques ont décortiqué le malware Olympic Destroyer et l'ont retracé si loin qu'ils ont pu l'attribuer à l'agence de renseignement militaire russe GRU.

## Publications marquantes
- This Machine Kills Secrets: Julian Assange, the cypherpunks, and their fight to empower whistleblowers. London: Penguin Group, 2012.  (ISBN 978-0142180495).
- Sandworm: a new era of cyberwar and the hunt for the Kremlin's most dangerous hackers. New York City: Knopf Doubleday, 2019.  (ISBN 978-0-385-54441-2).
- Tracers in the Dark: The Global Hunt for the Crime Lords of Cryptocurrency. Doubleday, 2022.  (ISBN 978-0385548090)[13].